# Otmar Traber

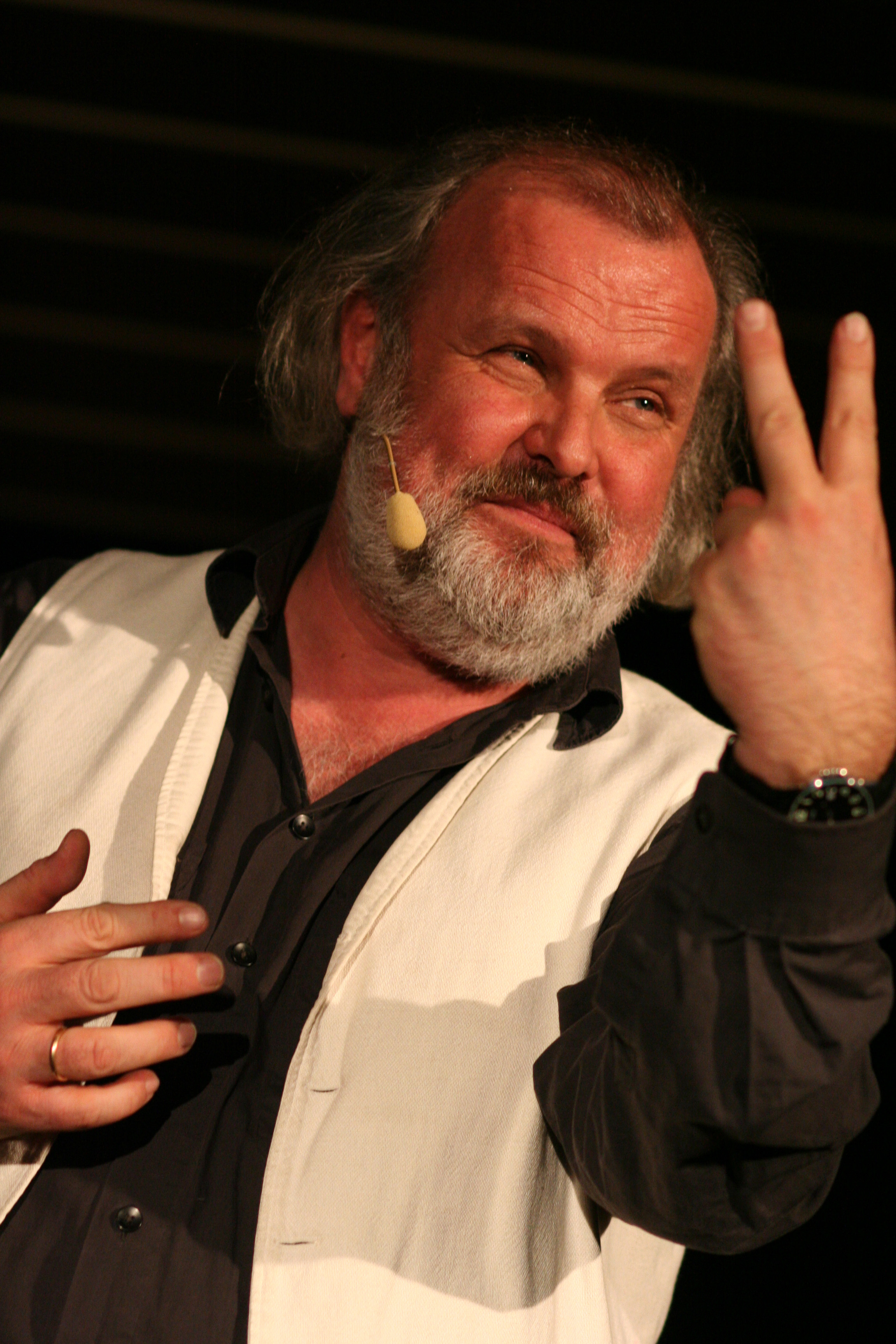
Otmar Traber 2008

Otmar Traber (* 1954 in Kippenheim) ist ein deutscher Kabarettist aus Ludwigsburg.

## Biographie
Traber studierte Theologie, Pädagogik und Philosophie und arbeitete 23 Jahre lang als kirchlicher Erwachsenenbildner und Eheberater. Seine kabarettistischen Wurzeln stammen aus der badischen Fasnet. 
1991 brachte er sein erstes Solo-Programm Mann oh Man(n) auf die Bühne. 1997 bündelte er seine Erfahrungen als Theologe und kirchlicher Mitarbeiter in das Programm Vakuumverpackt & Tiefgefroren. 
Er gestaltete Radio- und Fernsehauftritte beim SWR und wirkte im Film von Franziska Strobusch und Boris Terpinc „Nur nicht als Mieter sterben“ mit.
Von 2012 bis 2017 betrieb Traber seine eigene Kleinkunstbühne zunächst im Alten Schulhaus in Ludwigsburg-Althoheneck, dann im Casino Kornwestheim.

## Programme

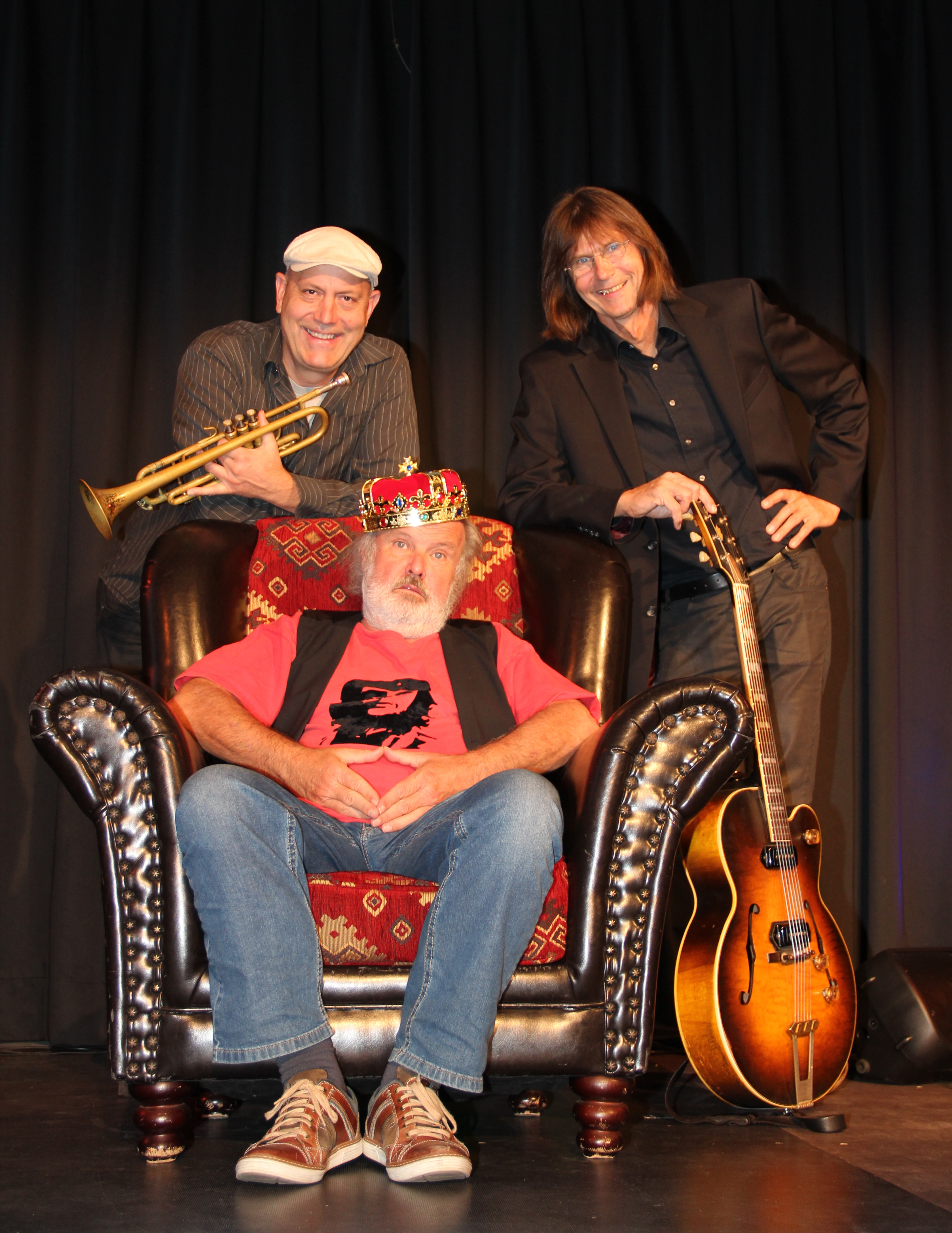
Otmar Traber Jazz & Kabarett 2016

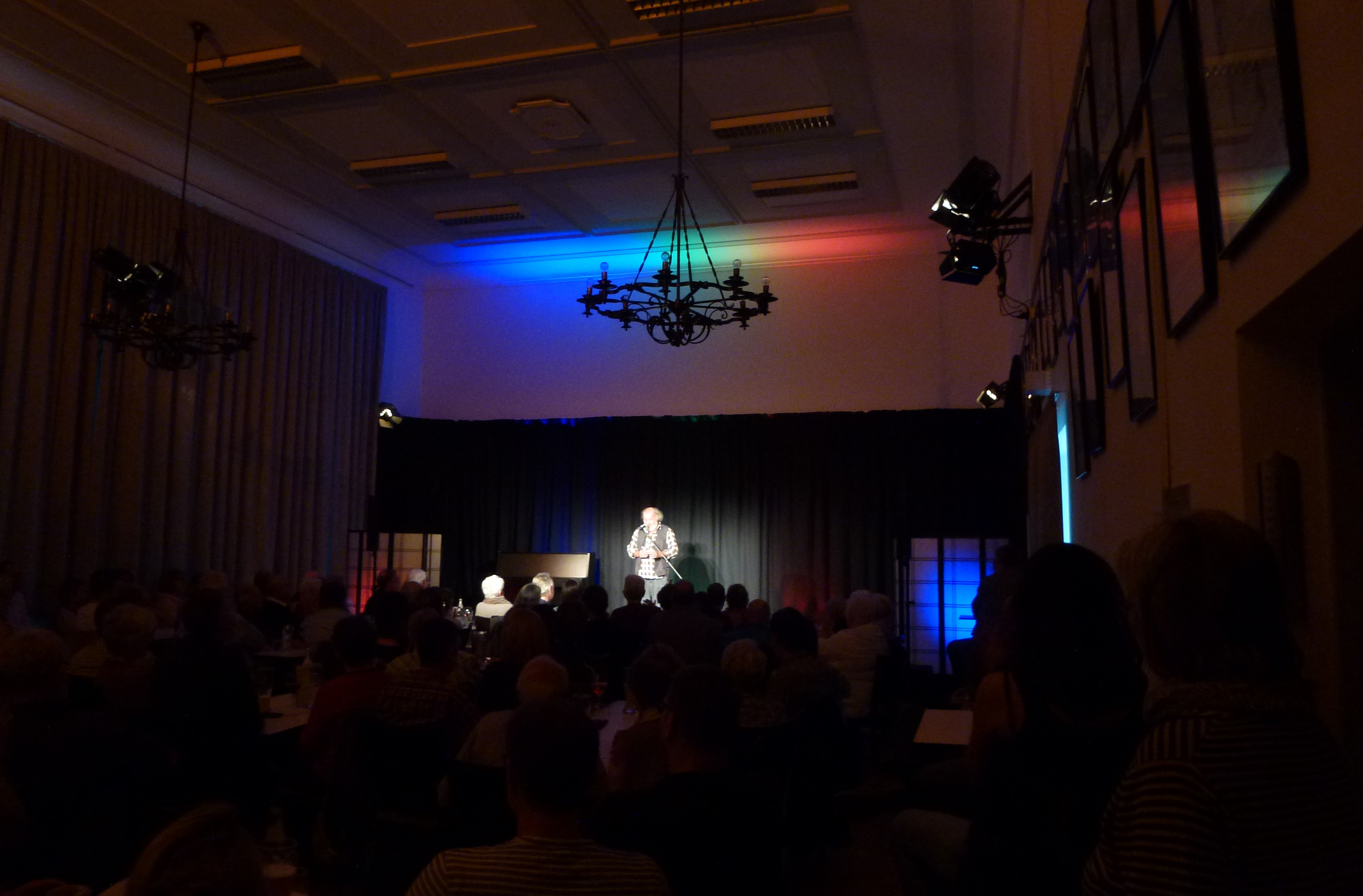
Kleinkunstbühne Casino in Kornwestheim

- 1991 Mann oh Man(n) eine Reise in die Männerwelt
- 1994 Männer Leidenschaften
- 1997 Vakuumverpackt & tiefgefroren - Ein himmlisches Vergnügen über Kirchen, Religion und Esoterik
- 2001 Am Anfang war der Bausparvertrag – eine TorTour durch die Seele deutscher Häuslesbauer
- 2005 Midlife Riesen oder gibt es ein Leben nach dem 50. Geburtstag
- 2009 SurvivalTraining – denn das Weniger wird immer mehr
- 2013 Burnout im Paradies – Geschichten aus dem prallen Leben
- 2015 Jahresendabrechnung
- 2016 Wir schaffen das (Jazz & Kabarett zur Lage)
- 2019 Hallo Greta, WIR bleiben wie Wir sind

## Auszeichnungen
- 2007 Preisträger des renommierten Kleinkunstpreises St. Ingberter Pfanne mit seinem Programm „MidlifeRiesen“